# Hawthorn Hill (Berkshire)
Hawthorn Hill – osada w Anglii, w hrabstwie ceremonialnym Berkshire, w dystrykcie (unitary authority) Windsor and Maidenhead (częściowo w Bracknell Forest). Leży 16 km na wschód od centrum miasta Reading i 44 km na zachód od centrum Londynu.